# Сант-Ипполито
Сант-Ипполито (итал. Sant'Ippolito) — коммуна в Италии, располагается в регионе Марке, в провинции Пезаро-э-Урбино.
Население составляет 1624 человека (2008 г.), плотность населения составляет 82 чел./км². Занимает площадь 20 км². Почтовый индекс — 61040. Телефонный код — 0721.
Покровителем коммуны почитается святой Ипполит Римский, празднование 13 августа.

## Демография
Динамика населения:

## Администрация коммуны
- Официальный сайт: http://www.comune.santippolito.pu.it/